# 시이노 미유키
시이노 미유키(椎野美由貴, 1977년 5월 28일~)는 일본의 라이트 노벨 작가로, 현대 판타지와 일상 요소를 결합한 작품들을 주로 집필하고 있다. 대표작으로는 일상 속에서 마법과 관련된 이야기를 다룬 《마법사는 알바 중》 시리즈가 있으며, 이 시리즈는 독특한 설정과 매력적인 캐릭터들로 많은 독자들의 사랑을 받고 있다. 시이노 미유키는 독창적인 스토리텔링으로 라이트 노벨 팬들 사이에서 주목받는 작가로 자리 잡았다.